# کوه کولدرن
کوه کولدرن (به انگلیسی: Caldron Peak) یک کوه در کانادا است که در آلبرتا واقع شده‌است. کوه کولدرن ۲٬۹۱۱ متر بالاتر از سطح دریا واقع شده‌است.